# Ла Покатјер (Квебек)
Ла Покатјер (фр. La Pocatière) је град у Канади у покрајини Квебек. Према резултатима пописа 2011. у граду је живело 4.266 становника.

## Становништво
Према резултатима пописа становништва из 2011. у граду је живело 4.266 становника, што је за 6,8% мање у односу на попис из 2006. када је регистровано 4.575 житеља.
| 2006. | 2011. |
| ----- | ----- |
| 4.575 | 4.266 |